# Echinosorex gymnura
La rata lunar o gimnuro (Echinosorex gymnura) es una especie de mamífero de la familia Erinaceidae. Es la única especie del género Echinosorex, aunque su taxonomía está siendo estudiada ya que podría ser dividida en varias especies. Tiene dos subespecies reconocidas E. g. gymnura de Sumatra y la península de Malaca y  E. g. alba de Borneo.

## Características físicas
El pelaje de la especie es negro, excepto en la cabeza y la parte distal de la cola, donde es blanco, aunque se conoce ejemplares completamente blancos. Posee una larga nariz móvil. El cuerpo es largo y delgado. Su cuerpo y cabeza miden desde 260 hasta 460 mm, con masas corporales desde 0,5 hasta 1,4 kg, siendo las hembras más grandes que los machos.

## Comportamiento
Tienden a ser solitarios. Se aparean a lo largo del año, teniendo dos camadas anuales de dos crías cada una, en promedio. La gestación dura entre 35 y 40 días.

## Dieta
Su dieta es variada, y parece ser que su principal alimento lo constituyen invertebrados terrestres y acuáticos. Se alimentan de vertebrados acuáticos pequeños, y de fruta.

## Hábitat
Se distribuye por Indonesia occidental, Tailandia, Malasia y Birmania. Habita en zonas forestales, especialmente en áreas húmedas, como manglares y bosques de pantano. Prefieren las zonas húmedas con vegetación espesa.